# Leucose bovine
 (avril 2018).
Si vous disposez d'ouvrages ou d'articles de référence ou si vous connaissez des sites web de qualité traitant du thème abordé ici, merci de compléter l'article en donnant les références utiles à sa vérifiabilité et en les liant à la section « Notes et références ».
Le terme de leucose bovine regroupe un ensemble d'affections qui touchent aux lignées cellulaire immunitaires des bovins.

## Types de leucose
On distingue deux formes de leucose bovine:
- la leucose bovine enzootique (LBE) est une maladie infectieuse et contagieuse des bovins d'origine virale (retrovirus du genre Deltaretrovirus ). Les signes cliniques de la LBE se manifestent généralement chez les animaux âgés d'au moins trois ans[2],[3],[4].
- la leucose bovine sporadique, qui se manifeste généralement chez les jeunes bovins, sous trois une des formes suivantes : juvénile[5], thymique ou cutanée. Les causes de la Leucose bovine sporadique ne sont pas encore connues.

## Symptômes
L'expression de la LBE peut se décomposer en trois phases,,:
- la phase asymptomatique. Selon l'ANSES[6], l'animal infecté par le virus présente "Un syndrome grippal peut être exceptionnellement observé dans les jours qui suivent l’infection mais, dans la très grande majorité des cas, les bovins ne présentent aucun signe clinique et sont asymptomatiques. Pour 50 % à 70 % des bovins infectés, cette phase asymptomatique va persister toute la vie de l’animal."
- la phase de lymphocytose persistante se développe chez environ un tiers des bovins infectés. Ces animaux développeront une prolifération lymphocytaire persistante chronique sans signe clinique apparent. La lymphocytose peut se maintenir pendant de nombreuses années.
- la phase tumorale. Les bovins infectés développeront une leucémie, un lymphome ou dans la majorité des cas, un lymphosarcome multicentrique[3]. Les signes cliniques dépendent de la localisation des tumeurs. L’envahissement des nœuds lymphatiques superficiels est fréquent. Lorsque les tumeurs siègent dans les nœuds lymphatiques intra-abdominaux et le tube digestif, l’évolution de la maladie est lente par obstruction du tube digestif, avec anorexie, amaigrissent et baisse de production progressive de l'animal atteint. L'envahissement de la rate peut entrainer la mort subite de l'animal. Les tumeurs ont aussi être observées dans le cœur, l’utérus, la moelle épinière, les poumons et l'espace rétro-oculaire.

L'évolution vers la lymphocytose persistante ou la phase tumoral est multifactorielle: facteurs génétiques propres à l'animal, interactions virus-hôte, environnement, etc.
Le virus de la LBE engendre des dysfonctionnements immunologiques chez le bovin infecté et une plus grande susceptibilité à d’autres maladies d’étiologie infectieuse. Des enquêtes ont aussi mis en évidence une diminution de la production laitière, la diminution de la fertilité, une moins bonne réponse vaccinale et la diminution de l'âge d'abattage des animaux infectés. Selon l'Organisation mondiale de la santé animale (OMSA) - anciennement Office International des Épizooties (OIE), « malgré l'absence de signes cliniques évidents au cours de la longue période d'infection infraclinique, les pertes économiques causées par des infections persistantes par le virus de la LBE sont pertinentes ».

## Transmission
Le virus de la LBE est transmis d'un bovin infecté à un bovin indemne par voie verticale et horizontale. Environ 10% des veaux sont infectés par leur mère in utéro ou au moment de la mise bas. La transmission de virus d'une vache infectée à son veau par le colostrum ou le lait a aussi été rapportée.
La transmission du virus se fait majoritairement par un vecteur qui permet le transfert de sang porteur de lymphocytes infectants d'un animal à l'autre. Le risque de transmission iatrogène, par des pratiques vétérinaires ou zootechniques à l'aide d'outils souillées par du sang est élevé. La transmission du virus a été constatée lors de l'utilisation répétée d'une même aiguille ou de gant de fouille, mais aussi lors d'écornages ou parages sanglants, transfusions sanguines, tatouages, poses de boucles auriculaires, ou encore l'utilisation de semences provenant d'un taureau infecté. Le risque de transmission par contact entre animaux est élevé dans les élevages à forte prévalence. Le virus est transmissible par certains insectes piqueurs hématophages (notamment les tabanidés).

## Diagnostic
Le diagnostic clinique de la LBE est relativement rare, et repose sur la mise en évidence d'un lymphosarcome.
Le virus peut être mis en évidence directement dans les tissus d'un animal infecté par polymerase chain reaction (PCR) ou microscopie électronique. Les tests d'immunodiffusion sur gélose (AGID) et (ELISA) sont utilisés pour détecter les anticorps contre le virus de la LBE dans le sérum et/ou le lait. Ces tests ont été utilisés par différents pays pour éradiquer la LBE de leur cheptel bovin.

## Le virus de la LBE et les autres espèces animales
La manifestation de signes cliniques après infection naturelle ne se produit que chez les bovidés (Bos taurus et Bos indicus), les buffles d'eau et les capybaras. Les moutons développent aussi des tumeurs à la suite de l'inoculation expérimentale du virus de la LBE. Plusieurs espèces de mammifères  (moutons, chèvres, cerfs, antilopes, lapins, rats, cobayes, chats, chiens, singes rhésus, chimpanzés, cochons)  produisent des anticorps en réponse à l'infection expérimentales.
Le virus de la LBE  a été retrouvée chez l'homme, et son implication dans l'apparition de certains cancers du sein fait l'objet d'études épidémiologiques,, et débat. La transmission du virus à l'homme dans le lait ou la viande de vaches infectées est suspecté. L'Organisation mondiale de la santé animale (OMSA) considère que le virus de la LBE n'est pas dangereux pour l'homme.

## Distribution

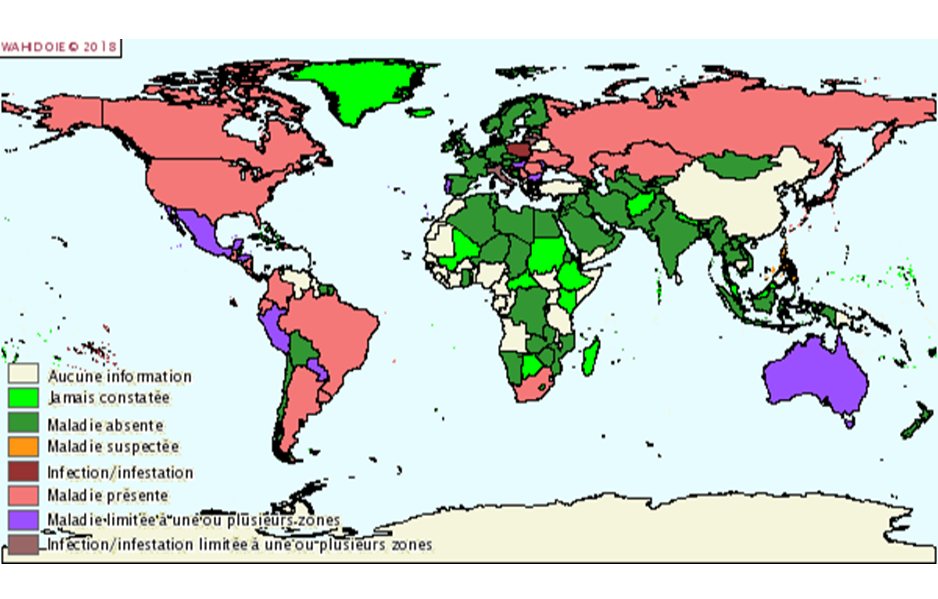
Statuts LBE déclarés à l'OIE en 2017

Le virus de la LBE était probablement présent en Europe au XIXe siècle et aurait été importé sur le continent américain au cours de la première moitié du XXe siècle. Le commerce de bovins, et en particulier de vaches laitières à haut potentiel génétique provenant de l'Amérique du Nord auraient ensuite contribué à la diffusion du virus de la LBE à travers le monde. Plusieurs programmes nationaux d'éradication ont été instaurés en Europe occidentale à la fin du XXe siècle, et aujourd'hui, la maladie sévit essentiellement en Amérique et en Europe centrale et de l'est. Les pays officiellement reconnus indemnes de LBE poursuivent des programmes de surveillance continus.

## La LBE en France
La région Aquitaine était l'une des plus touchées par cette maladie dans les années 1980. Le dépistage et l'éradication de la LBE est devenue obligatoire depuis le 31 décembre 1990 et la France a été reconnue officiellement indemne de  leucose bovine enzootique par la Commission européenne en 1999 (décision CE/1999/465).
Néanmoins, la Réunion a été exclue de la réglementation nationale par dérogations successives, puis par des arrêtés ministériels en 2015 (annulés par le Conseil d’État en mars 2017), et dernièrement par arrêté ministériel en octobre 2017.  En 2018, la séroprévalence LBE dans les troupeaux Réunionnais était de 100% dans les élevages laitiers, de 55% pour les troupeaux adhérents à la coopérative viande et de 38% chez les éleveurs indépendants.